# Перман, Иосиф Вячеславович
Иосиф Вячеславович Перман (чеш. Josef Perman; 1871 — 1934) — украинский альтист чешского происхождения.
Окончил Пражскую консерваторию (1891), ученик Отакара Шевчика (скрипка) и Антонина Дворжака (композиция). После серии концертных гастролей в качестве солиста обосновался в 1894 году в Одессе. В 1898—1917 гг. альтист струнного квартета Одесского отделения Императорского Русского музыкального общества во главе с Йозефом Карбулькой, затем с Александром Фидельманом и Ярославом Коцианом. С 1898 г. преподавал скрипку и камерный ансамбль в музыкальных классах Одесского отделения ИРМО, преобразованных в 1913 г. в Одесскую консерваторию; с 1933 г. её заслуженный профессор. Среди учеников Пермана — заметные в дальнейшем одесские музыкальные педагоги Леонид Давидович Лемберский, Фаня Ефимовна Макстман (1896—1951), Михаил Моисеевич Гринберг (1907—1985), Абрам Яковлевич Бессель.